# Héliocentrisme
L'héliocentrisme est une théorie physique qui s'oppose au géocentrisme en plaçant le Soleil (plutôt que la Terre) au centre de l'Univers. D’après les variantes plus modernes, le Soleil n'est plus le centre de l'Univers, mais un point relatif autour duquel s'organise le Système solaire. Même si le sens de cette affirmation a varié depuis les premières théories héliocentriques, ce modèle reste globalement accepté.
L'idée que le Soleil ne soit que le centre du Système solaire et que l'Univers en soit dépourvu apparaît dès 1584 dans les écrits du frère dominicain Giordano Bruno. La cosmologie moderne l'approuve pour deux raisons : d'une part, le Soleil lui-même est en révolution autour du centre galactique, et les galaxies elles-mêmes sont en mouvement, d'autre part, elle considère que l'Univers ne peut admettre de centre, ni même de point de vue privilégié — ce principe a été nommé principe de Copernic.

## Historique
Bien que quelques précurseurs, comme Aristarque de Samos (vers 280 av. J.-C.), aient envisagé le mouvement de la Terre autour du Soleil, ce fut Nicolas Copernic qui proposa le premier, vers 1513, un modèle héliocentrique incluant la Terre et toutes les planètes connues à l'époque. Johannes Kepler établit vers 1609 un modèle plus précis du Système solaire, se démarquant notamment par l'introduction d'orbites planétaires non plus circulaires mais elliptiques, admettant le Soleil comme un de leurs foyers. On doit à Galilée les observations astronomiques et les premiers principes mécaniques justifiant l'héliocentrisme.
La théorie de l'héliocentrisme s'est opposée à la théorie du géocentrisme, lors de la controverse ptoléméo-copernicienne, entre la fin du XVIe siècle et le début du XVIIIe siècle : l'héliocentrisme fut l'objet d'interdits religieux, d'abord de la part des protestants (Luther condamna Copernic), puis, après une période d'intérêt, par l'Église catholique en 1616. Galilée fut condamné à se rétracter en 1633 pour son livre, le Dialogue sur les deux grands systèmes du monde. Les interdits furent levés en 1741 et 1757 par Benoît XIV.
Enfin, en 1687, Isaac Newton propose une formulation mathématique de la gravitation, et des lois de mécaniques qui permettent de démontrer les lois empiriques de Kepler. À partir du XVIIe siècle, l'héliocentrisme devint progressivement la représentation du monde communément adoptée en Occident. Au début du XVIIIe siècle, les observations confirmèrent définitivement la théorie de la gravitation de Newton, expliquant très précisément les phénomènes astronomiques alors observés. Déjà, dans la théorie de Newton, la position du Soleil comme point fixe du Système solaire est la limite obtenue en considérant que la masse des planètes est négligeable devant celle du Soleil, pour simplifier les calculs et s'affranchir des problèmes d'évaluation des masses. La correction obtenue est toutefois si faible que le fait de considérer le Soleil comme fixe n'est pas tenu comme faux.
Divers sondages conduits sur la période 2004-2012 montrent cependant que le principe de l'héliocentrisme n'est pas encore compris par une large partie du grand public : 34 % des Européens (2005), 30 % des Indiens (2004), 28 % des Malaisiens (2008), 26 % des Américains (2012) ou 14 % des Sud-Coréens (2004) pensent ainsi que c'est le Soleil qui tourne autour de la Terre.

## Précurseurs de Copernic
Contrairement à une idée répandue, Copernic n'a pas inventé l'héliocentrisme. Cette hypothèse est beaucoup plus ancienne, mais elle a eu du mal à se diffuser en Occident, car, d'une part, elle semblait être en contradiction avec un certain nombre d'observations, comme le mouvement apparent du Soleil dans le ciel, ou le fait que tout semble attiré par la Terre et, d'autre part, elle s'opposait à certains dogmes religieux[Lesquels ?].

### Grèce antique

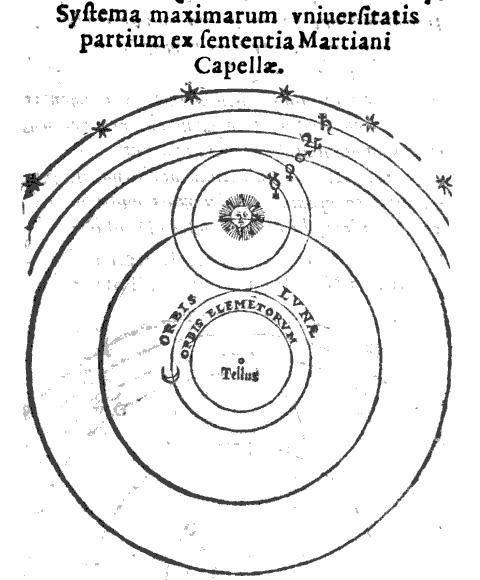
Représentation par Valentin Naboth en 1573 du modèle astronomique géo-héliocentrique d'Héraclide transmis par Martianus Capella.

Au Ve siècle av. J.-C., Philolaos de Crotone est le premier penseur grec à affirmer que la Terre n'était pas au centre de l'Univers. Il fait tourner notre planète en un jour autour d'un « Feu central ». Comme elle tourne sur elle-même également en un jour, ce feu central nous est invisible et nous percevons uniquement sa lumière reflétée par le Soleil.
Héraclide du Pont, disciple de Platon et d'Aristote, propose vers 340 av. J.-C. une théorie héliocentrique pour les orbites de Vénus et de Mercure, tout en gardant le principe du géocentrisme pour la Terre. Il soutient aussi la thèse de la rotation de la Terre sur elle-même, afin d'expliquer le mouvement apparent des étoiles au cours de la nuit.
L'astronome et mathématicien Aristarque de Samos (310-230 av. J.-C.) pousse plus loin le raisonnement d'Héraclide. Ayant évalué le diamètre du Soleil, il émet au IIIe siècle av. J.-C. l'hypothèse que, puisque le diamètre de celui-ci est beaucoup plus important que celui de la Terre, c'est autour de lui que celle-ci doit tourner, ainsi que toutes les autres planètes. Conscient qu'une telle théorie devrait faire apparaître une parallaxe dans l'observation des étoiles, il place la sphère des étoiles fixes à une très grande distance du Soleil. On connaît cette théorie notamment par les critiques qu'en fait Archimède et l'hypothèse héliocentrique fut rejetée par la majorité des scientifiques de l'Antiquité.
Toutefois, la théorie d'Héraclide du Pont était couramment exposée dans les manuels anciens, comme le montre le fait que sept siècles après son apparition, elle est encore présentée dans les Noces de Philologie et de Mercure, un manuel encyclopédique de Martianus Capella, rédigé vers 420. Cet ouvrage extrêmement populaire durant tout le Moyen Âge était connu de Copernic, puisque ce dernier le mentionne dans le De revolutionibus orbium coelestium (I, 10). En outre, tout indique que Copernic connaissait aussi la théorie d'Aristarque, mais qu'il a délibérément effacé de son manuscrit final la référence qu'il y faisait, retrouvée dans un de ses brouillons.

### Astronomie indienne
Selon quelques historiens, on trouverait trace d'une pensée héliocentrique chez certains astronomes indiens comme Âryabhata au VIe siècle ou Bhāskara II au XIIe siècle.
Dans son ouvrage Āryabhaṭīya, Âryabhata présente une Terre qui tourne sur elle-même, mais son modèle planétaire reste géocentrique. Cependant le calcul qu'il présente concernant les périodes des planètes sont pour l'historien des sciences Bartel Leendert van der Waerden des indices que le modèle d'Âryabhata serait pensé de manière héliocentrique. Il envisage même une filiation de pensée d'Aristarque à Âryabhata. Ce mathématicien est le premier à soutenir cette hypothèse, mais celle-ci est critiquée par de nombreux historiens,.
Au XIIe siècle Bhāskara II publie Siddhanta-Shiromani, un traité d'astronomie dans lequel il approfondit les travaux de Âryabhata.
Au XVe siècle, l'école astronomique de Kérala, et plus précisément l'astronome Nilakantha Somayaji dans son traité Tantrasamgraha (en), présente un système planétaire dans lequel les cinq planètes Mercure, Vénus, Mars, Jupiter et Saturne, tournent autour du Soleil qui, lui, tourne autour de la terre.

### Astronomie musulmane
Les modèles planétaires des astronomes arabes restent principalement de type géocentrique, mais il semble qu'ils aient eu connaissance des théories héliocentriques.
Ainsi Van des Waerden étudiant les travaux de l'astronome perse Abû Ma'shar (IXe siècle) au travers des écrits des astronomes al-Biruni et al-Sijzi pense déceler dans l'étude des périodes des planètes de ce savant une pensée héliocentrique. Selon lui, le modèle est plus primitif que celui d'Aryabhata, mais semble dériver d'une théorie héliocentrique qui trouverait sa source dans les Zij-i Shah des Sassanides.
Au XIe siècle, l'astronome Al-Biruni fait l'inventaire de l'état de l'art en astronomie à son époque. Il était au courant des écrits d'Âryabhata et d'Aristarque de Samos et s'est posé la question du mouvement de la Terre. S'il s'est beaucoup interrogé sur la possibilité de la rotation de la Terre sur elle-même, il n'a pas mis en doute le modèle géocentrique hérité de Ptolémée.
À partir du XIe siècle se développe, dans le monde arabe, une critique du modèle de Ptolémée, des erreurs sont relevées, d'autres modèles sont proposés, principalement dans la partie orientale du monde arabe, dans ce qu'on appelle l'école de Maragha, avec les astronomes Nasir ad-Din at-Tusi et Ibn al-Shatir, par exemple. Mais ces modèles conservent le principe d'un Soleil tournant autour de la Terre. Cependant, ils mettent en place des outils (couple d'al-Tusi, modèle d'ibn al-Shatir) que l'on retrouve dans l’œuvre de Copernic.

### Moyen Âge européen
Au XIVe siècle, des auteurs comme Jean Buridan ou Nicole Oresme ont abordé la question de la possibilité du mouvement de rotation diurne de la Terre.
Un siècle plus tard, le théologien et cardinal Nicolas de Cues réexamine ces travaux et postule, en se basant sur des arguments théologiques, que la taille de l'Univers n'est pas finie (de fait il voulait dire que l'Univers est illimité, sans borne, bien que fini), et que la Terre est un astre en mouvement, de même nature que ceux que l'on voit dans le ciel.
Dans son Codex Leicester paru en 1510, Léonard de Vinci découvre que la lumière cendrée de la Lune est due à la réverbération de la Terre. Il émet l'hypothèse que la Terre est un astre de même nature que la Lune.

## Le système de Copernic

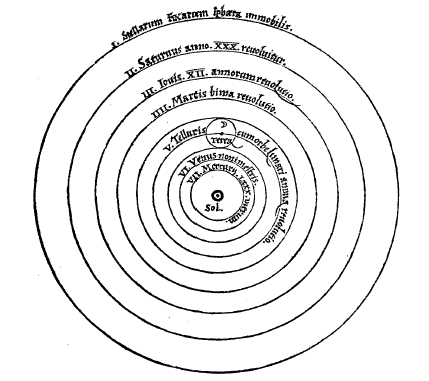
Système héliocentrique simplifié de Copernic extrait de De revolutionibus.

Le système imaginé par Copernic au XVIe siècle annonce l'abandon progressif du système géocentrique utilisé jusqu'alors comme modèle de l'Univers.
Le système de Copernic est un système théorique destiné à simplifier les calculs astronomiques. Il se fonde sur trois principes :
- le mouvement circulaire est parfait ;
- les mouvements sont des mouvements circulaires uniformes ou des combinaisons de mouvements circulaires uniformes ;
- les mathématiques se doivent de trouver les modèles les plus simples pour expliquer les phénomènes naturels.

Dans son livre De revolutionibus (1543), il énonce une série de postulats :
- la Terre n'est pas le centre de l'Univers, mais seulement le centre du système Terre/Lune ;
- toutes les sphères tournent autour du Soleil, centre de l'Univers ;
- la Terre tourne autour d'elle-même suivant un axe Nord/Sud ;
- la distance Terre/Soleil est infime comparée à la distance Soleil/autres étoiles.

### Apports du modèle
Ces postulats lui permettent de placer les différentes planètes dans le bon ordre par rapport à leur distance au Soleil. Il n'est donc plus nécessaire de faire appel aux épicycles pour expliquer les mouvements rétrogrades.

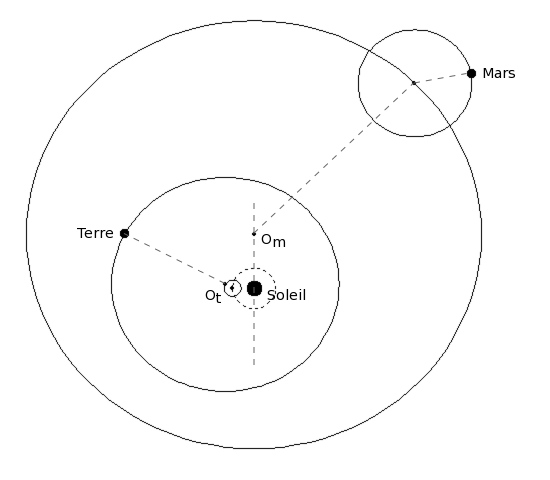
Les orbites de la Terre et de Mars dans le système héliocentrique de Copernic.

Cependant, il est obligé de compliquer son modèle pour tenir compte des variations de vitesse et de distance sur les trajectoires (en effet, les trajectoires réelles ne sont pas circulaires, mais elliptiques). Il reconstitue alors un système complexe de déférents et épicycles.
Copernic pense que le centre de l'orbite terrestre (Ot sur le schéma) décrit un épicycle dont le centre tourne lui-même sur un excentrique (en pointillés). De même, le centre du déférent des planètes (Om pour celle de Mars) n'est situé ni sur le Soleil, ni sur la Terre, mais un peu à côté. Les planètes, elles, tournent autour d'un épicycle centré sur leur déférent. La Lune, elle, tourne toujours autour de la Terre (avec un système d'épicycle et de déférent).
Il lui semble également plus rationnel de faire mouvoir un corps relativement petit que des corps extrêmement grands, comme le Soleil, ou la sphère des étoiles.
Les deux principaux atouts de sa théorie sont donc la simplicité des trajectoires (relative, à cause de la conservation des épicycles causée par le choix d'orbites circulaires) et surtout le fait qu'elle explique pourquoi Vénus et Mercure restent à proximité du Soleil.

### Oppositions
Malgré ces apports, le modèle de Copernic était largement contradictoire avec l'état de la connaissance de son époque.

#### Oppositions théologiques
Son traité De revolutionibus Orbium Coelestium paraît en 1543. Malgré la prudence de sa préface, écrite par son ami Andreas Osiander, et qui précise que le système héliocentrique est un simple modèle mathématique permettant d'améliorer les calculs, l'ouvrage n'est pas bien perçu par les autorités religieuses. Le réformateur Luther le traite de sot, et argue que le Soleil ne peut être fixe, car dans le Livre de Josué qui fait partie de la Bible, Josué ordonne au Soleil de s'arrêter. La Sainte Inquisition lui emboîte le pas en déclarant la thèse de Copernic incompatible avec les Saintes Écritures. Son ouvrage très scientifique n'a d'audience que parmi ses pairs, il sera mis à l'Index à partir de 1616.
Mais des arguments théologiques sont aussi avancés par les partisans de l'héliocentrisme. Par exemple, l'astronome Christoph Rothmann, pour répondre à l'objection de Tycho Brahe sur la distance et la taille des étoiles, lui rétorque que cela ne peut être qualifié d'absurde considérant l'infinie majesté du Créateur.

#### Réfutations astronomiques
Les observations expérimentales de l'époque faisaient apparaître la taille apparente de Mars, ou de Vénus, comme étant fixe au cours de l'année, ce qui est contradictoire avec le modèle de Copernic dans lequel la distance entre la Terre et ces planètes est variable tout au long de leur révolution.
La révolution de la Terre autour du Soleil devrait faire apparaître une modification de l'angle d'observation des étoiles fixes. Pour expliquer l'absence de parallaxe discernable, Tycho Brahe détermine que le modèle héliocentrique nécessite de placer l'étoile la plus proche à au moins 7 000 fois la distance Terre Soleil. Si on sait aujourd’hui que Alpha du Centaure est encore 37 fois plus loin, à l'époque une telle distance semblait totalement absurde. Par ailleurs Tycho Brahe montre que, si les étoiles sont aussi éloignées, leur diamètre devra être plusieurs centaines de fois celui de notre Soleil pour expliquer leur taille apparente vue depuis la Terre ; il faudra attendre le XIXe siècle pour comprendre que nous ne percevons pas une image fidèle des étoiles, mais un disque lumineux élargi par des phénomènes de diffraction de notre œil.

#### Réfutations physiques
Si la Terre tourne sur elle-même, comment se fait-il que les objets restent à sa surface alors que « la poussière qu'on jette sur une pirouette [une toupie] pendant qu'elle tourne n'y peut demeurer, mais est rejetée par elle vers l'air de tous côtés » ? Et comment se fait-il que la Lune accompagne la Terre dans son mouvement de révolution autour du Soleil ?
Si la Terre est en révolution autour du Soleil, elle doit se déplacer à une très grande vitesse. Or, quand on laisse tomber une pierre du haut d'une tour, elle en tombe précisément au pied : c'est bien que la tour, et donc la Terre à laquelle elle est attachée, est restée fixe pendant la chute de la pierre.
Pourquoi la trajectoire d'un boulet de canon ne change pas que l'on tire vers l'est ou vers l'ouest, alors que le mouvement de la terre devrait s'opposer au mouvement du boulet dans un cas et l'accompagner dans l'autre ?
Il devrait y avoir constamment un vent d'est, comme le vent relatif que l'on ressent en se déplaçant à grande vitesse.
La réponse à cet argument sera donnée par Galilée avec son principe de relativité, qui explique l'absence d'un tel effet. Plus tard, le développement de la mécanique newtonienne montre que si le contre-argument de Galilée est juste, en revanche le mouvement de rotation provoque des effets mesurables, contrairement au mouvement de translation, et qu'il faut donc introduire des forces fictives pour en rendre compte.
Il faut souligner que l'argument évoqué ici engendrerait un effet très supérieur à ces forces fictives. Par exemple, pour la chute de la pierre, son décalage avec le pied de la tour devrait être de 40 000 km x [temps de chute] / 24h. La force de Coriolis provoque une déviation vers l'est, mais beaucoup plus faible que celle évoquée ici, trop faible pour être perçue dans la vie courante. En revanche, des expériences précises ont mis en évidence cette déviation, qui a ainsi servi d'argument pour démontrer la rotation de la Terre.

## Les héritiers de Copernic
Les oppositions à l'héliocentrisme n'étaient donc pas d'ordre uniquement religieux, mais provenaient également du milieu scientifique, qui présentait des contre-arguments extrêmement solides en comparaison des avantages de la théorie par rapport au modèle géocentrique. La plupart des réponses proposées par les partisans de Copernic ne sont que des hypothèses ad hoc (l'atmosphère ou les objets en chute libre suivent la Terre dans son mouvement, les étoiles sont extrêmement lointaines…) qu'il est alors impossible de confirmer expérimentalement.
Dans un premier temps, le modèle de Copernic sera donc surtout vu comme un outil de calcul. C'est ainsi, par exemple, que pour établir ses Tables pruténiques, Erasmus Reinhold utilisera les formules de Copernic dans un système géocentrique. Il faudra encore toute une succession de découvertes pour valider la théorie, puis pour l'affiner. Ces découvertes auront de profondes implications sur la représentation de la place de l'être humain dans l'univers.

### Le système de Kepler
Utilisant les observations de Tycho Brahe, Kepler (1571–1630) confirme la thèse de Copernic en remarquant que les plans des trajectoires des planètes passent tous par le Soleil. Mais, il ne peut conserver l'idée de mouvement circulaire : les planètes tournent autour du Soleil suivant des trajectoires elliptiques. Ce sont les lois de Kepler.

### Les observations de Galilée
Grâce à ses observations, Galilée (1564–1642) montre les failles du système géocentrique et prouve la cohérence du système héliocentrique.
À l'aide d'une lunette astronomique, il révise un certain nombre de résultats expérimentaux :
- les variations des tailles de Mars et Vénus deviennent visibles, tout comme les phases de Vénus prédites par Copernic ;
- il observe les lunes de Jupiter, ce qui invalide l'argument qui rendait la Lune incapable de suivre la Terre dans sa révolution ;
- il découvre le relief lunaire, ce qui invalide la conception aristotélicienne de l'invariabilité du monde supralunaire.

Il réalise des expériences sur des plans inclinés et introduit la notion de principe d'inertie, qui explique pourquoi les corps tombent à la verticale.

### La théorie de Newton
Robert Hooke puis Isaac Newton, en inventant et exploitant le principe de la force gravitationnelle, prouvent la validité des lois expérimentales de Kepler.
Cette force explique pourquoi les objets sont retenus à la surface de la Terre, en dépit de sa révolution autour du Soleil et pourquoi la Lune suit la Terre dans cette révolution.

### Validations expérimentales
Après les travaux de Newton, le modèle héliocentrique acquiert une grande cohérence interne, mais n'est pas confirmé expérimentalement. Il n'existe encore aucune observation qui permette de prouver que la Terre est bien en mouvement par rapport aux étoiles lointaines. La principale prédiction du modèle, le mouvement relatif des étoiles causé par la parallaxe, n'a toujours pas été vérifiée.
C'est grâce à la publication des travaux de James Bradley sur l'aberration de la lumière en 1727 qu'on découvre la première preuve expérimentale du mouvement de la Terre autour du Soleil.
La première mesure de la parallaxe d'une étoile ne sera, elle, publiée qu'un siècle plus tard, en 1838 par l'Allemand Friedrich Wilhelm Bessel. Il faudra en effet parvenir à une précision de mesure suffisante pour déterminer, à six mois d’écart, le décalage de Proxima Centauri par rapport aux étoiles du fond cosmique, observé depuis deux extrémité de l'orbite terrestre : celui-ci sera de 0,76” soit 0,0002°.
Le mouvement de rotation de la Terre sur elle-même sera, lui, confirmé expérimentalement par Foucault en 1851, grâce à son expérience du pendule de Foucault.

### Le problème à N corps
Les équations de Newton fournissent une solution exacte dans le cas d'un corps isolé en orbite autour d'un autre, dit problème à deux corps. Pour le système solaire, elles ne sont qu'une approximation puisqu’elles négligent les interactions réciproques des planètes.
La résolution du problème à N corps est nécessaire pour affiner l'évaluation des orbites des planètes. En 1785, dans Théorie de Jupiter et de Saturne, Pierre-Simon de Laplace introduit le calcul des perturbations, une méthode approchée basée sur le développement en série. Il montre que l'interaction réciproque de ces deux planètes entraîne une légère fluctuation de leur orbite sur une période de 80 ans.
En 1889, Henri Poincaré démontre que le problème n'est pas soluble, et que le Système solaire est chaotique : la sensibilité aux conditions initiales fait qu'il est impossible de prévoir à long terme la trajectoire des planètes.

## Autres questions

### Le Soleil, centre de l’univers ou seulement du système solaire?
Copernic fait du Soleil le centre, non seulement du système solaire, mais de l'univers tout entier. Il imagine d'autre part une sphère des étoiles fixes. Cette vision est remise en cause par Giordano Bruno par exemple, mais les techniques expérimentales de l'époque ne permettaient pas d’aboutir à une conclusion scientifique sur la nature des étoiles.
En 1718, l'astronome britannique Edmond Halley met en évidence le mouvement propre des étoiles en comparant les déplacements angulaires de α Canis Majoris (Sirius) et α Bootis (Arcturus). Il n'existe donc pas de sphère des étoiles fixes.
En 1783, William Herschel analyse le déplacement du Soleil en observant le mouvement propre de 14 étoiles. Il découvre que le Soleil se déplace à la vitesse de 20 km/s vers l'apex, qu'il situe dans la constellation d'Hercule. Le Soleil n'est donc pas immobile dans l'univers. Mais Herschel le place quand même au centre de la Galaxie.
Par ailleurs, Emmanuel Kant sera le premier à spéculer que la Galaxie n'est qu'un « univers-île » (galaxie) parmi de nombreuses autres. Jusqu'aux années 1910, les scientifiques s'accordent pour réduire l'Univers à notre Galaxie, dont le Soleil serait le centre. Harlow Shapley est un des premiers à affirmer que le Soleil n'est pas au centre de notre Galaxie, il continue cependant de voir l'univers comme une seule galaxie. Le 26 avril 1920, il en débat publiquement à l'Académie des sciences des États-Unis avec Heber Curtis qui estime que les nébuleuses sont extra-galactiques.
À l'époque, les données expérimentales sont contradictoires, et le débat s'achève sans que Shapley ni Curtis ne révisent leurs positions. La multiplicité des galaxies ne sera définitivement acceptée par la communauté scientifique qu'après les mesures de Edwin Hubble en 1924. L'idée d'un centre de l'Univers a aujourd'hui perdu de son sens avec le modèle cosmologique du Big Bang.

### À quoi correspond physiquement ce centre?
Aujourd'hui, où il est admis qu'il n'y a pas de centre absolu de l'univers, il faut comprendre la définition d'un centre du système solaire comme le choix consensuel d'un modèle considéré comme le plus pertinent pour un problème donné, car le plus simple à utiliser. En effet, selon le principe de la relativité, les lois physiques ne dépendent pas du référentiel choisi, seule leur expression mathématique sera différente.
En cinématique, le choix d'un référentiel dans l'espace étant toujours libre, on peut ainsi fixer arbitrairement le centre du système solaire. Cela signifie que l'on peut faire des calculs exacts en considérant, comme l'a fait Tycho Brahe au XVIe siècle, que la Terre est le centre de l'Univers, que le Soleil et la Lune tournent autour d'elle, et que tout le reste tourne autour du Soleil. Ces deux modèles sont donc tout aussi « réels » l'un que l'autre, et seule la régularité des trajectoires dans le modèle héliocentrique lui donne une vérité plus forte aux yeux des physiciens. Dans certains cas particuliers (comme des lancements de sondes spatiales), le modèle géocentrique est d'ailleurs toujours utilisé car il permet de simplifier les équations.
En dynamique également, la complexité de l'expression des forces et des accélérations va dépendre du référentiel choisi. Cette expression sera la plus simple si on choisit un référentiel galiléen. Une bonne approximation d'un tel référentiel est obtenue en prenant le Soleil comme origine, et des axes dirigés vers des étoiles lointaines. Dans un tel référentiel, la Terre tourne autour du Soleil. Une mécanique est possible dans un référentiel lié à la Terre, mais sera plus difficile à exprimer car il faut introduire des forces d'inertie.
En revanche, si l'on considère la trajectoire du Système solaire dans l'univers, il est tout à fait légitime de considérer son centre d'inertie. Dans le Système solaire, il est très proche du centre d'inertie de notre étoile (se déplaçant avec une période moyenne de 20 ans dans une sphère de 2,2 rayons solaires), mais ceci n'a rien d'universel : dans les systèmes à étoiles multiples, ce centre peut être en un point quelconque.

## L'héliocentrisme dans l'imaginaire occidental
Jean-François Stoffel, en analysant quelques passages célèbres du De revolutionibus (1543), a cherché à examiner la part qui revient au culte solaire dans la volonté de Copernic de positionner l'astre du jour comme sur un « trône royal », au milieu de la famille des astres qui l'entourent. Il a cherché à explorer l'influence de la cosmologie à l'époque moderne sur l'héliolâtrie traditionnelle. Il pense à deux appréciations différentes :
- dans la première, l'héliocentrisme, en centralisant le Soleil, aurait accordé à cet astre une position cosmologique conforme à son indiscutable importance physique, astronomique et symbolique ; la science moderne aurait alors contribué à renforcer le culte solaire par le seul positionnement de ce luminaire au centre du cosmos ;
- dans la seconde, au contraire, en conduisant au désenchantement du monde, l'héliocentrisme aurait mis fin aux nombreuses analogies solaires qui étaient auparavant de mise ; la science moderne aurait alors été plutôt le lieu de destruction de l'héliolâtrie antique[25].